# Wadim Witaljewitsch Schelobnjuk
Wadim Witaljewitsch Schelobnjuk (russisch Вадим Витальевич Желобнюк; * 22. April 1989 in Moskau, Russische SFSR) ist ein russischer Eishockeytorwart, der seit 2011 bei Kristall Saratow in der Wysschaja Hockey-Liga unter Vertrag steht.

## Karriere
Wadim Schelobnjuk begann seine Karriere als Eishockeyspieler in seiner Heimatstadt in der Nachwuchsabteilung des HK Dynamo Moskau, für dessen zweite Mannschaft er von 2005 bis 2008 in der drittklassigen Perwaja Liga aktiv war. Parallel kam er in diesem Zeitraum zu neun Einsätzen für Dynamos Profimannschaft in der Superliga. Nachdem sein Verein zur Saison 2008/09 in die neu gegründete Kontinentale Hockey-Liga aufgenommen worden war, spielte der Torwart parallel für Dynamo in der KHL, in der er bei seinen acht Einsätzen einen Gegentorschnitt von 3.21 und eine Fangquote von 87,2 % aufwies, sowie für Gasprom-OGU Orenburg in der Wysschaja Liga, der zweiten russischen Spielklasse. 
Während der gesamten Saison 2009/10 blieb Schelobnjuk ohne KHL-Einsatz und spielte ausschließlich für die Junioren Dynamos in der Nachwuchsliga MHL. In der Saison 2010/11 stand Schelobnjuk bei Dynamo Moskaus Nachfolgeteam OHK Dynamo unter Vertrag, wurde aber beim Farmteam HK Dynamo Twer in der Wysschaja Hockey-Liga eingesetzt.

### International
Für Russland nahm Schelobnjuk an der U18-Junioren-Weltmeisterschaft 2007 sowie der U20-Junioren-Weltmeisterschaft 2009 teil. Bei der U18-WM wurde er mit seiner Mannschaft Weltmeister. Zudem stand er im Aufgebot Russlands bei der Super Series 2007.

## Erfolge und Auszeichnungen
- 2007 Goldmedaille bei der U18-Junioren-Weltmeisterschaft
- 2009 Bronzemedaille bei der U20-Junioren-Weltmeisterschaft

## KHL-Statistik
(Stand: Ende der Saison 2010/11)